# Lịch sử Thịnh vượng chung Ba Lan-Litva (1764–95)
Lịch sử Khối thịnh vượng chung Ba Lan-Litva (1764–1795) liên quan đến những thập kỷ tồn tại cuối cùng của Khối thịnh vượng chung Ba Lan-Litva. Thời kỳ này nhà nước suy tàn theo đuổi các cải cách trên diện rộng và bị các cường quốc láng giềng chia cắt ba lần, trùng với cuộc tuyển chọn và vị vua trị vì cuối cùng của liên bang, Stanisław August Poniatowski.
Sau thế kỷ 18, Khối thịnh vượng chung đã cố gắng cải cách nội bộ cơ bản. Hoạt động cải cách đã gây ra phản ứng thù địch và cuối cùng là phản ứng quân sự từ phía các cường quốc xung quanh. Giai đoạn này mang lại nền kinh tế được cải thiện và dân số gia tăng đáng kể. Thành phố thủ đô đông dân nhất Warsaw đã thay thế Danzig (Gdańsk) trở thành trung tâm thương mại hàng đầu, các tầng lớp đô thị thịnh vượng hơn ngày càng tăng. Những thập kỷ cuối cùng tồn tại độc lập Khối thịnh vượng chung đặc trưng bởi các phong trào cải cách mạnh mẽ và tiến bộ sâu rộng trong các lĩnh vực giáo dục, đời sống trí tuệ, nghệ thuật và khoa học, và đặc biệt là vào cuối thời kỳ, sự phát triển hệ thống xã hội và chính trị.
Cuộc Tuyển cử hoàng gia năm 1764 dẫn đến Stanisław August Poniatowski được trở thành vua, là một quý tộc tinh tế và thế tục có liên hệ với tầng lớp Đại quý tộc, do Hoàng hậu Catherine II Nga lựa chọn và áp đặt, mong đợi Poniatowski phục tùng ngoan ngoãn. Theo đó, Quốc vương trải qua thời gian trị vì bị giằng xé giữa mong muốn thực hiện những cải cách cần thiết để cứu đất nước và sự cần thiết việc duy trì mối quan hệ chư hầu với Đế quốc Nga bảo hộ. Liên minh Bar năm 1768 một số szlachta (quý tộc Ba Lan) nổi dậy chống lại Nga và quân vương Ba Lan, với mục tiêu chiến đấu bảo vệ nền độc lập Ba Lan và ủng hộ mục tiêu theo truyền thống các szlachta. Liên minh bị đánh bại vào năm 1772 bởi Đế quốc Nga dẫn tới việc phân chia lần thứ nhất Khối thịnh vương chung, các tỉnh biên giới được phân chia cho Đế quốc Nga, Vương quốc Phổ, và Habsburg Áo. "Phân chia Sejm" (Nghị viện tạm thời) dưới sự ép buộc đã "phê chuẩn" hiệp ước phân chia như fait accompli (việc đã rồi). Năm 1773 Sejm thành lập Ủy ban Giáo dục Quốc gia, cơ quan tiên phong trong giáo dục của chính phủ châu Âu.
Sejm kéo dài do Stanisław triệu tập vào tháng 8 năm 1788 được gọi là Đại, hay Sejm bốn năm. Thành tựu mang tính bước ngoặt là việc Sejm thông qua Hiến pháp ngày 3 tháng 5, lần đầu tiên ở châu Âu hiện đại một nhà nước tuyên bố độc nhất về luật tối cao. Tài liệu theo chủ nghĩa cải cách nhưng ôn hòa, bị những người gièm pha buộc tội có thiện cảm với Cách mạng Pháp, đã tạo ra phản đối mạnh mẽ từ giới quý tộc thượng lưu bảo thủ Khối thịnh vượng chung và Catherine II với quyết tâm ngăn chặn sự tái sinh Khối thịnh vượng chung lớn mạnh. Liên minh Targowica của giới quý tộc đã kêu gọi Nữ hoàng giúp đỡ và vào tháng 5 năm 1792, quân đội Nga tiến vào lãnh thổ Khối thịnh vượng chung. Các cuộc chiến phòng thủ do các lực lượng Khối thịnh vượng chung tiến hành đã kết thúc khi Nhà vua, bị thuyết phục về sự kháng cự vô ích, đã đầu hàng bằng cách gia nhập Liên minh Targowica. Liên minh đã tiếp quản chính phủ, nhưng Nga và Phổ vào năm 1793 đã sắp xếp và thực hiện Phân chia thứ hai Khối thịnh vượng chung, khiến đất nước bị thu hẹp lãnh thổ nghiêm trọng, thực tế không có khả năng tồn tại độc lập.

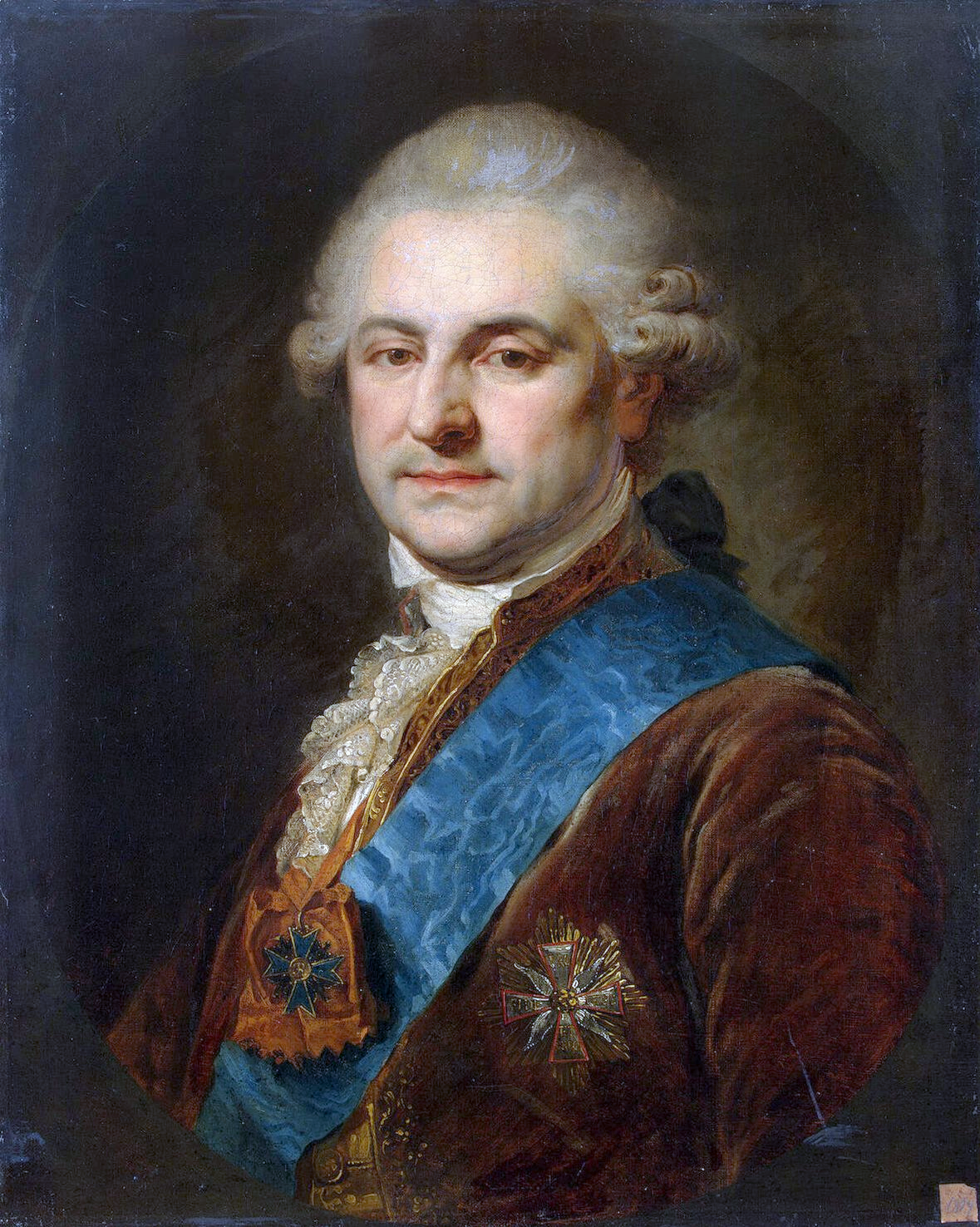
Vua Stanisław August Poniatowski bất đắc dĩ chủ trì việc giải thể Khối thịnh vượng chung Ba Lan-Litva

Những nhà cải cách cực đoan hóa bởi các sự kiện đã xảy ra, ở trong khu vực còn danh nghĩa là Khối thịnh vượng chung và tại hải ngoại lưu vong, đã chuẩn bị tiến hành cuộc nổi dậy trên toàn quốc. Tadeusz Kościuszko được chọn làm thủ lĩnh cuộc khởi nghĩa; vị tướng nổi tiếng từ Hoa Kỳ trở về và ngày 24 tháng 3 năm 1794 tại Cracow tuyên bố khởi nghĩa toàn quốc dưới sự chỉ huy của ông. Kościuszko đã giải phóng và kết nạp nhiều nông dân vào quân đội khởi nghĩa, cuộc nổi dậy khó khăn, được cả quần chúng thành thị ủng hộ mạnh mẽ, nhưng lại không tỏ ra khả năng gắn kết, cũng như thiếu sự viện trợ nước ngoài cần thiết. Khởi nghĩa kết thúc bị đàn áp bởi các quân Nga và Phổ, với việc chiếm được Warsaw vào tháng 11. Phân chia thứ ba và cuối cùng Khối thịnh vượng chung bị cả ba cường quốc phân chia, và vào năm 1795, Khối thịnh vượng chung Ba Lan-Litva thực sự không còn tồn tại.